# Фульгенций Ферранд
Фульгенций Ферранд (первая половина VI века) — канонист и богослов христианской Африканской церкви, друг и ученик Фабия Фульгенция, вместе с которым был изгнан из северной Африки и жил на Сардинии до 523 года. После смерти короля вандалов Тразамунда получил разрешение вернуться в Карфаген и какое-то время оставался диаконом, но вскоре стал крупным церковным авторитетом и одним из главных защитников ортодоксального христианства на западных территориях бывшей Римской империи. Скончался до Второго Константинопольского собора в 553 году.
Написал множество посланий по догматическим и этическим вопросам. Из них наиболее известно его письмо к римским диаконам Пелагию и Анатолию по поводу осуждения «трёх глав» — «Pro epistola Ibae ep. Edess. adeoque de tribus capitulis concilii Chalcedonensis adversus Acephalos». В этой работе Ферранд высказывался против осуждения по следующим основаниям: 1) авторитет вселенского собора, которому принадлежит первое место после Св. Писания, не может быть колеблем последующим исправлением; 2) отлучение умерших не должно иметь места и 3) отдельное лицо не может своему голосу через подписи многих сообщать авторитет, принадлежащий вселенским соборам. Его решения встретили поддержку со стороны карфагенского архиепископа Рустика и впоследствии были одобрены советом африканских епископов, где последний был председателем.
Из канонических трудов Ферранда наибольшей известностью пользовалось «Сокращение канонов» (Breviatio canonum), составленное в 540 году и состоящее из греческих и африканских канонов, в 232 параграфах, расположенных по сходству содержания. Каждый параграф содержит извлечение сущности канонических правил, относящихся к некоторому вопросу, и указания на полный текст правил.